# 1896 في بوليفيا
فيما يلي قوائم الأحداث التي وقعت خلال عام 1896 في بوليفيا.

## سياسة

### تعيين في المنصب
- 19 أغسطس – سيفيرو فرنانديز قائمة رؤساء بوليفيا.

### انتهاء فترة المنصب
- 1 يناير – ماريانو بابتيستا قائمة رؤساء بوليفيا.

## مواليد

### مارس
- 3 مارس – أوليسيس ساوسيدو لاعب كرة قدم بوليفي.

### ديسمبر
- 10 ديسمبر – انريكي هيرتزوغ دبلوماسي بوليفي.

## وفيات

### أغسطس
- 12 أغسطس – نارسيسو كامبيرو (مواليد 1813) سياسي بوليفي.